# Зроби мені хіп-хоп
«Зроби мені хіп-хоп» — дебютний альбом гурту «Танок на Майдані Конґо», випущений 1998 року лейблом «Nova Records».
На пісні «Зроби мені хіп-хоп», «Дибани мене» та «Зачекай» були зняти кліпи.
У 2004 та 2006 роках, цей альбом — разом із бонусами — був перевиданий лейблами «Астра Рекордс» та «Moon Records» відповідно.
З 2013 року цифровим розповсюдженням альбому опікується видавництво BOG DA NOVA MUZYKA.

## Композиції
| No. | Назва                                                                                               | Назва                                                                                               | Трив. |
| --- | --------------------------------------------------------------------------------------------------- | --------------------------------------------------------------------------------------------------- | ----- |
| 1.  | «Інтро-іділія» (скіт by Ігор «Гоша» Арнаутов)                                                       | «Інтро-іділія» (скіт by Ігор «Гоша» Арнаутов)                                                       | 0:59  |
| 2.  | «Зроби мені хіп-хоп»                                                                                | «Зроби мені хіп-хоп»                                                                                | 4:31  |
| 3.  | «Куме?» (скіт by Ігор «Гоша» Арнаутов)                                                              | «Куме?» (скіт by Ігор «Гоша» Арнаутов)                                                              | 0:47  |
| 4.  | «Party» («Парті»)                                                                                   | «Party» («Парті»)                                                                                   | 5:19  |
| 5.  | «Оце коли…» (скіт by Ігор «Гоша» Арнаутов)                                                          | «Оце коли…» (скіт by Ігор «Гоша» Арнаутов)                                                          | 0:18  |
| 6.  | «Зачекай»                                                                                           | «Зачекай»                                                                                           | 5:26  |
| 7.  | «Не треба» (скіт by Ігор Пелих)                                                                     | «Не треба» (скіт by Ігор Пелих)                                                                     | 0:24  |
| 8.  | «ШоПопалоШоу»                                                                                       | «ШоПопалоШоу»                                                                                       | 4:22  |
| 9.  | «Тоді-то не тогда» (скіт by Ігор «Гоша» Арнаутов)                                                   | «Тоді-то не тогда» (скіт by Ігор «Гоша» Арнаутов)                                                   | 0:53  |
| 10. | «14.06.98» (скіт by Віталій Кличко feat Віталій Мілютін & Руслан Наконечний & Ігор «Гоша» Арнаутов) | «14.06.98» (скіт by Віталій Кличко feat Віталій Мілютін & Руслан Наконечний & Ігор «Гоша» Арнаутов) | 0:51  |
| 11. | «Дибани мене»                                                                                       | «Дибани мене»                                                                                       | 3:21  |
| 12. | «Вірш 12: глава 3» (скіт)                                                                           | «Вірш 12: глава 3» (скіт)                                                                           | 0:58  |
| 13. | «Бомбіні»                                                                                           | «Бомбіні»                                                                                           | 5:19  |
| 14. | «Збережемо природу для…» (скіт by Ігор Пелих)                                                       | «Збережемо природу для…» (скіт by Ігор Пелих)                                                       | 0:43  |
| 15. | «Джаззі»                                                                                            | | 4:44  |
| 16. | «Маєм чути стріл» (скіт by Руслан Наконечний)                                                       | | 0:32  |
| 17. | «Чуваки»                                                                                            | | 3:08  |
| 18. | «Як би була б така…» (скіт by Ігор «Гоша» Арнаутов)                                                 | | 0:38  |
| 19. | «Ото таке»                                                                                          | | 3:47  |
| 20. | «Аутентично аутро» (скіт by Роман Люзан)                                                            | | 0:35  |
|     | | Повна Тривалість:                                                                                   | 49:07 |

| No. | Назва                                        | Назва                                        | Трив. |
| --- | -------------------------------------------- | -------------------------------------------- | ----- |
| 21. | «Лунає-Гупає» (скіт by Ігор «Гоша» Арнаутов) | «Лунає-Гупає» (скіт by Ігор «Гоша» Арнаутов) | 0:19  |
| 22. | «Зроби мені хіп-хоп. 20 років потому»        | «Зроби мені хіп-хоп. 20 років потому»        | 3:55  |
| 23. | «Вінєгрєт» (скіт by Ігор «Гоша» Арнаутов)    | «Вінєгрєт» (скіт by Ігор «Гоша» Арнаутов)    | 0:35  |
| 24. | «Хрум-Хрум (2004 version)»                   | «Хрум-Хрум (2004 version)»                   | 4:37  |
| 25. | «Підьом»                                     | «Підьом»                                     | 2:30  |
|     |                                              | Повна Тривалість:                            | 59:43 |

### Відео
- «Зроби мені Хіп-Хоп»